# Debora Serracchiani

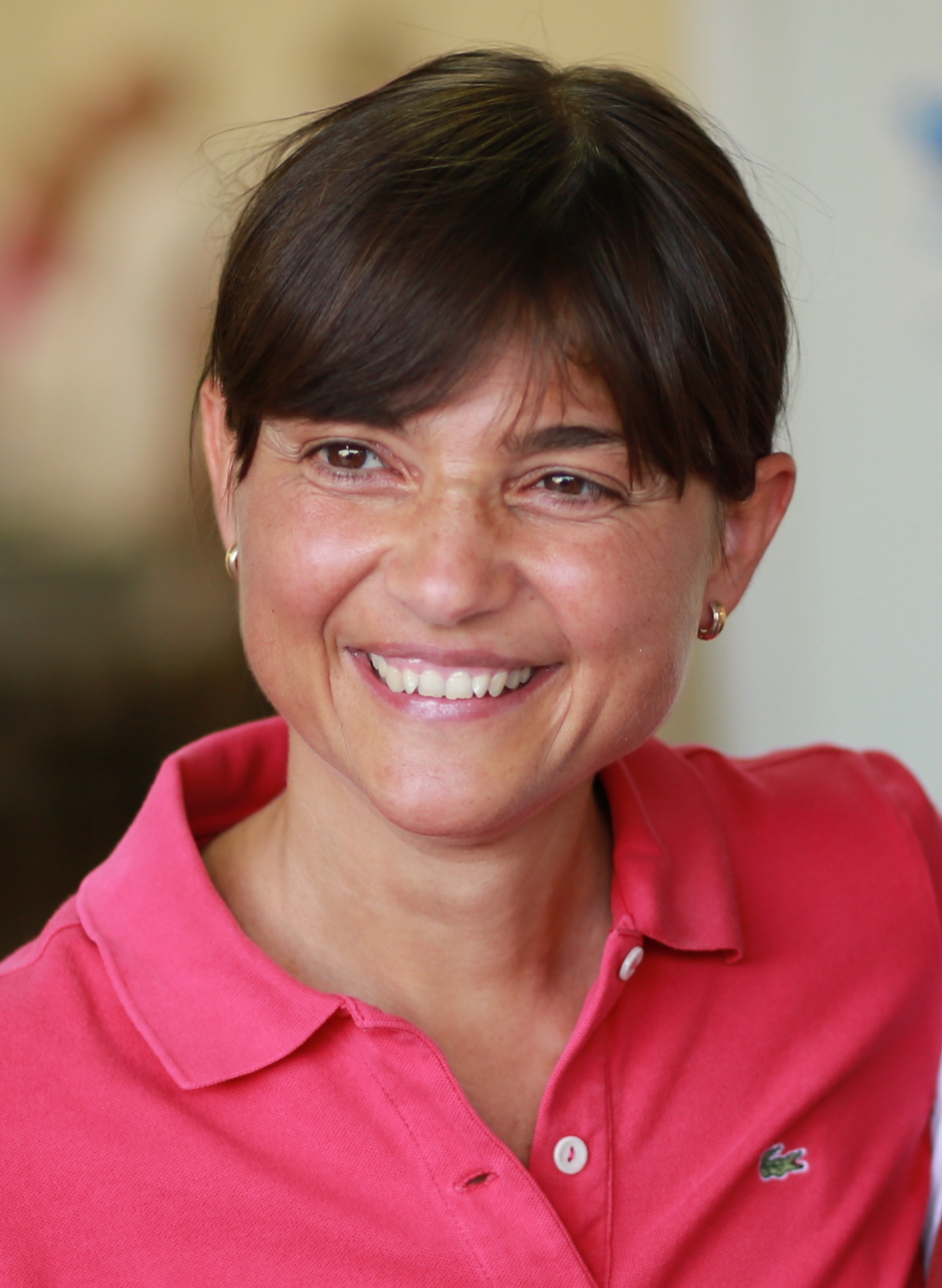
Debora Serracchiani (2015)

Debora Serracchiani (* 10. November 1970 in Rom) ist eine italienische Politikerin (PD). Sie ist seit 2018 Mitglied der Abgeordnetenkammer und seit 2021 Fraktionsvorsitzende der Partito Democratico. Von 2009 bis 2013 war sie Mitglied des Europäischen Parlaments und anschließend bis 2018 Präsidentin der autonomen Region Friaul-Julisch Venetien.

## Leben
Serracchiani erwarb 1989 das Diplom der Handelsfachschule und nach dem Jurastudium an der Universität La Sapienza in Rom 1994 den Hochschulabschluss. Ihre Abschlussarbeit zu einem handelsrechtlichen Thema wurde mit der Bestnote bewertet. Sie lebt in Udine und praktizierte bis zu ihrem Einzug ins EU-Parlament als Rechtsanwältin mit dem Schwerpunkt Arbeitsrecht.
Serracchiani ist verheiratet.

## Politische Karriere
Serracchiani begann ihre politische Karriere bei den sozialdemokratischen Democratici di Sinistra, die 2007 in der Partito Democratico (PD) aufgingen. Von 2006 bis 2009 saß sie im Provinzrat der Provinz Udine, ab 2008 als stellvertretende Fraktionsvorsitzende der PD.
Vom März 2009 bis April 2013 war sie Abgeordnete des Wahlkreises Nordost-Italien im Europäischen Parlament. Dort saß sie in der Fraktion der Progressiven Allianz der Sozialdemokraten (S&D), war Mitglied im Ausschuss für Verkehr und Fremdenverkehr sowie Delegierte im Gemischten Parlamentarischen Ausschuss EU-Kroatien.
Am 22. April 2013 gewann Serracchiani als Kandidatin eines Mitte-links-Bündnisses die Regionalwahlen in ihrer Heimat Friaul-Julisch Venetien. Sie setzte sich überraschend mit einem Vorsprung von circa 2000 Stimmen gegen den Amtsinhaber Renzo Tondo (PdL) durch. Das Mitte-links-Bündnis wurde angeführt von der PD und unterstützt durch SEL, IDV, die Bürgerliste Cittadini per Debora Serracchiani presidente und die slowenischen Regionalpartei Slovenska Skupnost. Serracchiani amtierte bis zum 3. Mai 2018 als Präsidentin der Region Friaul-Julisch Venetien. Im November 2017 erklärte sie, sich nicht mehr für dieses Amt zu bewerben und stattdessen bei den Parlamentswahlen 2018 für einen Sitz in der Abgeordnetenkammer zu kandidieren. Ihr Nachfolger im Amt des Regionspräsidenten ist Massimiliano Fedriga von der Lega.
Bei der italienischen Parlamentswahl im März 2018 zog Serracchiani über die Regionsliste der PD in die Camera dei deputati ein. Dort war sie von Juli 2020 bis April 2021 Vorsitzende des Ausschusses für Arbeitspolitik. Ende März 2021 übernahm sie den Vorsitz der PD-Fraktion in der Abgeordnetenkammer.
Von März 2014 bis 2017 war Serracchiani vicesegretaria der PD, d. h. stellvertreterin des segretario (operativen Parteivorsitzenden) Matteo Renzi. Seit März 2019 hat sie das eher zeremonielle Parteiamt einer vicepresidente, also Stellvertreterin des Parteitags-Vorsitzenden.

## Veröffentlichungen
- Il coraggio che manca, Verlag Bur Biblioteca Univ. Rizzoli 2009, ISBN 978-88-17-03587-3.

Serracchiani unterhielt bis zu ihrer Wahl zur Regionalpräsidentin im Frühjahr 2013 einen Blog in der Internetausgabe der Zeitung Il Fatto Quotidiano.